# Уэлсли, Кэтрин, герцогиня Веллингтон
 Кэтрин Сара Дороти Уэлсли, герцогиня Веллингтон (урожденная Пэкинхэм (Пекинхем/Пакенем); 14 января 1773 — 24 апреля 1831 года) — жена Артура Уэлсли, 1-го герцога Веллингтона. До замужества она была широко известна как Китти Пэкинхэм.

## Ранние годы
Кэтрин Пэкинхэм родилась 14 января 1773 года в Дублине, Ирландия, в семье Эдварда Пэкинхэма и Кэтрин Пэкинхэм (в девичестве Роули). Она стала «Достопочтенной Кэтрин Пэкинхэм», когда её отец в 1776 году получил титул второго барона Лонгфорда. Среди её братьев и сестер были Томас Пэкинхэм, 2-й граф Лонгфорд, генерал сэр Эдвард Пэкинхэм и генерал-лейтенант сэр Геркулес Роберт Пэкинхэм, адъютант Вильгельма IV.
Её бабушкой и дедушкой по отцовской линии были Томас Пэкинхэм, 1-й барон Лонгфорд и Элизабет Кафф, 1-я графиня Лонгфорд. Её бабушкой и дедушкой по материнской линии были Элизабет Роули, 1-я виконтесса Лэнгфорд и Геркулес Лэнгфорд Роули, член парламента от округа Мит и графства Лондондерри.

## Личная жизнь
Она встретила Уэлсли в Ирландии, когда ей было 20, а ему 24. После многочисленных визитов в дублинский дом Лонгфордов Уэлсли сделал ей предложение. В то время её семья не одобряла эту партию: Уэлсли был третьим сыном в большой семье и, казалось, не имел в будущем никаких перспектив. После того, как Пэкинхэмы его отвергли, Уэлсли начал серьёзно относиться к своей военной карьере, был отправлен в Нидерланды и Индию, совершил впечатляющий карьерный рост и, казалось, забыл Китти. Хотя она надеялась, что они воссоединятся, через много лет она призналась своей подруге Оливии Спэрроу, что она думала, что «всё кончено». Она обручилась с Гэлбрейтом Лоури Коулом, вторым сыном графа Эннискиллена, но Спэрроу, которая поддерживала связь с Уэлсли, сообщила ей, что Артур все ещё чувствует привязанность к ней. После долгих раздумий Пэкинхэм разорвала помолвку с Коулом, хотя позже она считала, что накопившийся за это время стресс повредил её здоровью.

### Брак с Артуром Уэлсли
Когда Уэлсли встретил её десять лет назад, Пэкинхэм была милой, жизнерадостной девушкой, но во время его отсутствия в 1795—1796 года она сильно заболела, и была худой, бледной и слабой здоровьем к тому времени, когда Уэлсли сообщил их общей подруге Оливии Спэрроу, что он возвращается в Англию и что она должна «возобновить предложение, которое он сделал несколько лет назад» от его имени. Пэкинхэм боялась, что Уэлсли чувствует себя связанным обещаниями, которые он дал десять лет назад, и сомневалась, принимать ли ей это предложение. Несмотря на то, что после получения разрешения от её брата он сделал ей более формальное предложение, она настаивала на том, чтобы он лично увидел её, прежде чем примет окончательное решение. Уэлсли приехал в Ирландию для встречи, и хотя он был явно разочарован переменами в ней (он сказал своему брату: «Она сильно подурнела, клянусь!»), он решил вступить в брак. Они поженились 10 апреля 1806 года (священником на их свадьбе был брат Уэлсли, Джеральд), и после короткого медового месяца Уэлсли вернулся в Англию. Китти последовала за ним, и после того, как она некоторое время жила у его брата, а Уэлсли продолжал жить в свой холостяцкой квартире, они поселились вместе на Харли-стрит.
Хотя её здоровье частично восстановилось, они друг с другом не ладили. Уэлсли был человеком действия, скромным, сдержанным и остроумным; Китти же вела себя покровительственно и собственнически. Имея мало общего, создавалось явное впечатление, что Уэлсли тяготит её компания, и хотя она родила ему двух сыновей, Артура в 1807 году и Чарльза в 1808 году, большую часть времени они жили раздельно и занимали отдельные комнаты в доме. Её брат, Эдвард «Нед» Пэкинхэм, служил при Уэлсли на протяжении всей Пиренейской войны, и уважение, которое питал к нему Уэлсли, помогало сгладить проблемы в отношениях с Китти вплоть до смерти Неда Пэкинхэма в битве за Новый Орлеан в 1815 году.
Уэлсли находился в Португалии и Испании в течение всей Пиренейской войны, не возвращаясь в Англию до 1814 года. Китти быстро постарела, стала близорукой, что заставляло её щуриться при разговоре. Уэлсли нашел её пустой и тщеславной. Похоже, она действительно любила его, но довольствовалась тем, что переносила эту любовь на своих сыновей и четырёх приемных детей. Уэлсли признался своей ближайшей подруге, Гарриет Арбетнот, что он «неоднократно пытался жить с ней по дружески … но это было невозможно … и это заставило его искать за границей то утешение и счастье, в котором ему было отказано дома». У Гарриет, характер отношений которой с Уэлсли остается предметом спекуляций, было довольно невысокое мнение о Китти — «она такая дура», — но она оспаривала утверждение Уэлсли о том, что Китти не заботится о его счастье; в редкий момент сочувствия она писала, что Китти хотела прежде всего сделать своего мужа счастливым, но не знала, как это сделать.

### Герцогиня Веллингтон
3 мая 1814 года, после того, как Уэлсли был пожалован титул герцога Веллингтона, она стала герцогиней Веллингтон, и через некоторое время присоединилась к нему во Франции, куда он был назначен послом после изгнания Наполеона на Эльбу. Леди Элизабет Йорк заявляла, что «её внешность, к сожалению, не соответствует представлению о жене посла или героя, но в целом она справляется со своими обязанностями неожиданно хорошо». Мария Эджуорт, однако, считала её «очаровательной» и «дружелюбной», и писала:
На мой взгляд, на фоне толп галантных кавалеров, прекрасных дам и тщеславных модников, жаждущих дурной славы, её изящная простота возвышалась [особо отчётливо], и со временем я всё больше убеждалась в её превосходстве [над окружающими].
Жермена де Сталь описывала Китти как «очаровательную».

### Смерть
В 1831 году она серьёзно заболела. Уэлсли, бывший рядом с ней до конца, позже писал:
Как странно, что люди живут вместе половину жизни, и начинают понимать друг друга лишь в самом конце.
24 апреля 1831 года она скончалась.